# The Adventures of Buckaroo Banzai Across the 8th Dimension
The Adventures of Buckaroo Banzai Across the 8th Dimension es una película estadounidense de ciencia ficción de 1984, dirigida por W. D. Richter y protagonizada por Peter Weller, John Lithgow, Ellen Barkin y Jeff Goldblum.

## Sinopsis
El músico, aventurero, artista marcial y cirujano Buckaroo Banzai (Peter Weller) y su banda, "Los caballeros de Hong Kong", combaten la invasión de unos extraterrestres de la octava dimensión liderados por el Dr. Emilio Lizardo (John Lithgow).

## Reparto
- Peter Weller como Buckaroo Banzai.
- John Lithgow como Lord John Whorfin / Dr. Emilio Lizardo
- Ellen Barkin como Penny Priddy.
- Jeff Goldblum como New Jersey.
- Christopher Lloyd como John Bigboote.
- Lewis Smith como Perfect Tommy.

## Producción
Los créditos finales mencionaban una secuela, Buckaroo Banzai contra la Liga Mundial del Crimen, la cual finalmente nunca se produjo.

## Legado
Buckaroo Banzai se considera una película de culto. Su director opina que fue un fracaso comercial porque su guion era demasiado complejo, él desearía haber podido añadir y editar algunas escenas.
Wired Magazine, revisó el film en el 25 aniversario de su estreno (2009) apreciando su frikismo y sus originales personajes. Entertainment Weekly situó a Buckaroo Banzai en el No. 43 de su Top 50 de películas de culto.
Parzival, el protagonista del film Ready Player One, se disfraza de Buckaroo Banzai para ir a la discoteca donde tiene una cita con Art3mis, ella al verle dice "¡Me encanta Buckaroo Banzai!"